# نمایشگاه بین‌المللی هنرهای تزئینی و صنعتی مدرن
نمایشگاه بین‌المللی هنرهای تزئینی و صنعتی مدرن (فرانسوی: Exposition internationale des arts décoratifs et industriels modernes‎) رویدادی مهم بود که در سال ۱۹۲۵ در شهر پاریس، فرانسه برگزار شد.
این نمایشگاه با هدف به نمایش گذاشتن سبک مدرن نوظهور (که امروزه به آن آرت دکو می‌گوییم) در زمینه معماری، مبلمان، جواهرات، شیشه و سایر هنرهای تزئینی برپا شده بود.
این نمایشگاه در محبوبیت بخشیدن به سبک آرت دکو در سراسر جهان بسیار تأثیرگذار بود و نقطه عطفی به‌شمار می‌رود. دور شدن از سبک‌های سنتی و پر زرق و برق به سمت طراحی‌های شیک‌تر و کاربردی‌تر، دستاورد مهم این نمایشگاه بود.
این نمایشگاه تأثیر ماندگاری بر دنیای طراحی گذاشت. اصطلاح «آرت دکو» برگرفته از همین رویداد است. تأثیرات این نمایشگاه را هنوز هم می‌توان در معماری، مد و اشیاء روزمره مشاهده کرد.

## شرکت‌کنندگان برجسته
غرفه اتحاد جماهیر شوروی با طراحی منحصر به فرد خود، ساخته شده از چوب و شیشه توسط معمار کنستانتین ملنیکوف، در این نمایشگاه حضور داشت. از دیگر شرکت‌کنندگان قابل توجه می‌توان به شرکت لالیک، امیل-ژاک رولمان و لو کوربوزیه اشاره کرد.